# Ivana Vrdoljak
Ivana Vrdoljak (* 24. Juni 1994 in Split, Splitsko-Dalmatinska) ist eine kroatische Fußballspielerin.

## Leben

### Karriere

#### Im Verein
Vrdoljak startete ihre Karriere mit ŽNK Split. Dort gab sie für den Verein in der Saison 2011/2012 ihr Seniorendebüt in der 1. HNL. Seitdem lief sie in 16 Ligaspielen auf und erzielte dabei drei Tore.

#### In der Nationalmannschaft
Vrdoljak spielte ihr A-Länderspiel Debüt am 20. Juni 2010 gegen die Französische Fußballnationalmannschaft der Frauen. Bislang spielte sie für ihr Heimatland in drei Länderspielen.

### Privates
Vrdoljak macht seit 2011 ihr Abitur am Sportgymnasium OŠ Ravne njive in Split.